# N31 (Niger)
Die N31 oder RN31 ist eine hochrangige Straße vom Typ Nationalstraße (französisch route nationale) in den Regionen Niamey und Tillabéri in Niger.

## Verlauf und Charakteristik

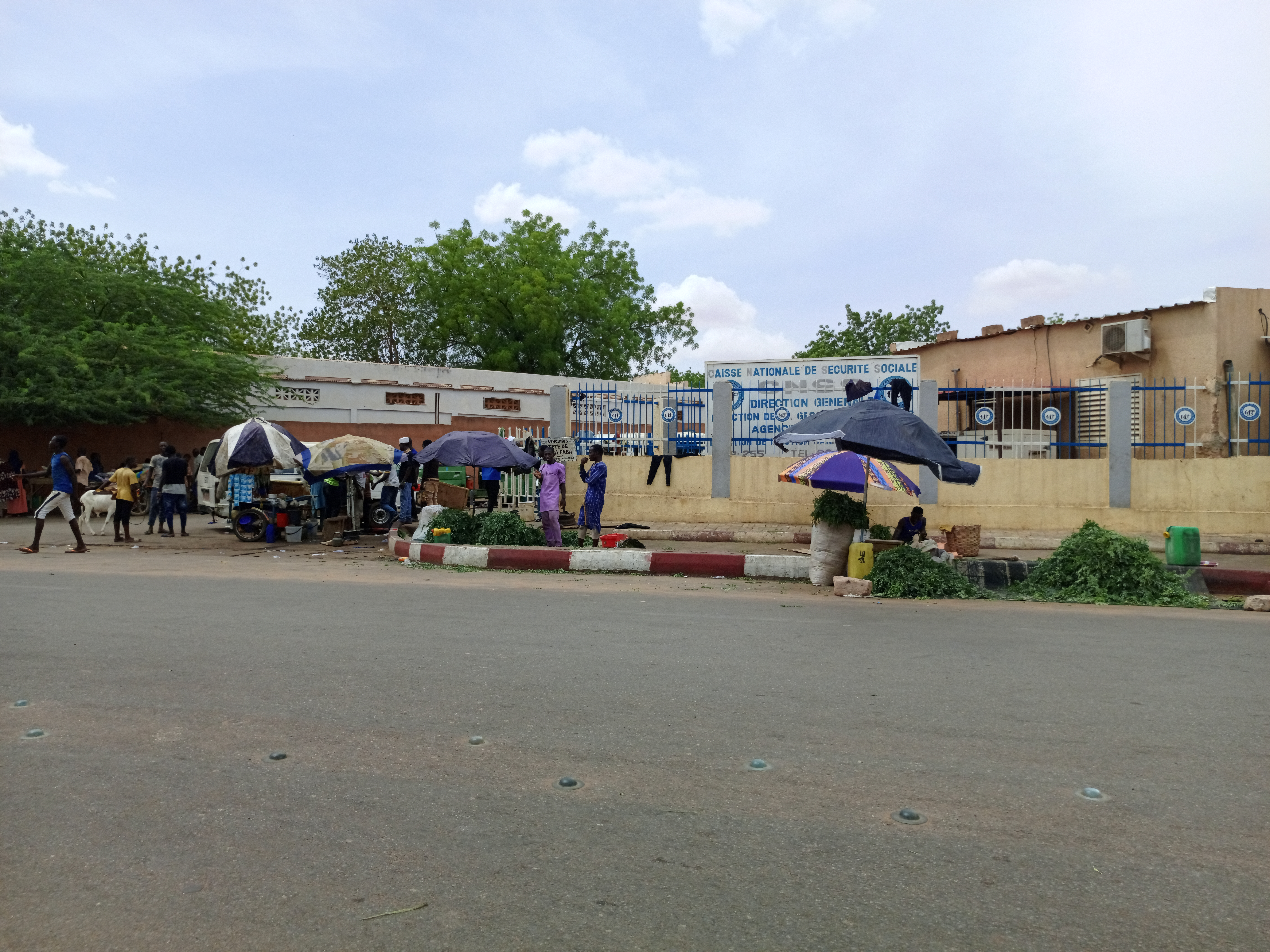
N31 in Maourey (2023)

Die N31 ist insgesamt 101,2 Kilometer lang. Sie beginnt in der Hauptstadt Niamey als Abzweigung von der N1 und führt zunächst durch die Stadtviertel Deyzeibon und Maourey. Dann zweigen rechts die N6 zur Staatsgrenze mit Burkina Faso und links die N25 nach Agadez ab. Die N31 verläuft weiter durch die Stadtviertel Terminus, Gamkalley Sébanguey und Gamkalley Golley sowie durch den Stadtteil Saga. Sie verlässt anschließend die Hauptstadt Niamey und erreicht die Region Tillabéri.
Sie führt weiter durch die Dörfer Guériguindé Zarma, Banigoungou, Mallaleye und Korozé sowie durch den Gemeindehauptort Liboré. Nachdem sie das Dorf Tiéndifarou passiert hat, quert sie in der Gemeinde N’Dounga über eine Brücke das saisonal Wasser führende Trockental Kori de Ouallam.
In der Stadt Kollo zweigt links die zur N25 führende Landstraße RR6-001 ab. Die N31 verläuft danach durch die Dörfer Sébéri und Dagari und am Ortsrand des Dorfs Baban Gatta Barkiré. Nach der rechtsseitigen Abzweigung der Route 681 nach Kirtachi Zéno endet die Nationalstraße im Ort Kirtachi Seybou.